# Qom (provins)
Qom (persiska: قُم), eller Ostan-e Qom (استان قم), är en provins (ostan) i norra Iran. Den hade 1 292 283 invånare (2016), på en yta av 11 526 km². Administrativ huvudort är staden Qom, där hela 92 procent av provinsens befolkning bor.
Vid folkräkningen 2016 omfattade provinsen endast en shahrestan (delprovins), med samma namn, Qom.